# Integration von Menschen mit Behinderungen in die Arbeitswelt
Integration von Menschen mit Behinderungen in die Arbeitswelt (IMBA) ist der Name eines Dokumentations- und Profilvergleichsverfahrens zum Vergleich von Anforderungen eines Arbeitsplatzes mit den Fähigkeiten eines leistungsgewandelten, behinderten oder von Behinderung bedrohten Menschen. Das Verfahren wurde von einem interdisziplinären Team von Medizinern, Psychologen und Arbeitswissenschaftlern entwickelt. IMBA findet Anwendung in zahlreichen Settings, in denen es um fähigkeitsgerechten Arbeitseinsatz geht. Hierzu zählen neben der medizinischen und beruflichen Rehabilitation insbesondere auch das Betriebliche Gesundheitsmanagement (BGM) bzw. das Betriebliche Eingliederungsmanagement (BEM) von Menschen, deren (weiterer) Einsatz im Unternehmen geplant ist. Durch IMBA können gezielt Maßnahmen zur Gestaltung der Arbeit und Förderung der Fähigkeiten der Menschen der Zielgruppe abgeleitet werden.
Laut dem Institut der deutschen Wirtschaft gehöre IMBA zu den „guten Werkzeugen“, durch die die „Teilhabe von Menschen mit Behinderungen […] oft erst möglich“ werden könne. Wichtig ist diese Eigenschaft der IMBA insbesondere im Hinblick darauf, dass die Politik und die Wirtschaft der Unterzeichnerstaaten des Übereinkommens über die Rechte von Menschen mit Behinderungen der Vereinten Nationen gehalten sind, an der Erreichung des Ziels eines inklusiven Arbeitsmarkts mitzuwirken. Ein Merkmal von Inklusivität besteht darin, dass nicht nur Menschen an die Anforderungen der Arbeitswelt, sondern dass auch Arbeitsplätze an die Möglichkeiten behinderter Menschen angepasst werden.

## Das Verfahren IMBA
Mit IMBA lassen sich arbeitsplatzbezogene Anforderungen und arbeitsrelevante menschliche Fähigkeiten durch einen standardisierten Merkmalkatalog beschreiben und direkt miteinander vergleichen. Hierbei ermöglichen die ggf. im Rahmen des Profilvergleiches identifizierten Überforderungen eine Ableitung gezielter Maßnahmen zur Prävention und Rehabilitation. IMBA kann branchenübergreifend sowie unabhängig von Diagnosen und Qualifikationen einer Person eingesetzt werden.
Das Verfahren umfasst folgende Merkmalskomplexe
1. Körperhaltung                            (6 Hauptmerkmale, z. B. Stehen, Knien, Hocken)
2. Körperfortbewegung          (3 Hauptmerkmale, z. B. Gehen/Steigen, Klettern)
3. Körperteilbewegung         (5 Hauptmerkmale, z. B. Rumpfbewegungen, Armbewegungen)
4. Information           (10 Hauptmerkmale, z. B. Sehen, Hören, Tasten/Fühlen)
5. Komplexe Merkmale          (6 Hauptmerkmale, z. B. Heben, Tragen, Schieben)
6. Umgebungseinflüsse         (7 Hauptmerkmale, z. B. Hitze, Kälte, Schall/Lärm)
7. Arbeitssicherheit      (2 Hauptmerkmale, Unfallgefährdung, Tragen von Arbeitsschutzmitteln)
8. Arbeitsorganisation    (7 Hauptmerkmale, z. B. Arbeitszeit, Nachtschicht, isolierter Arbeitsplatz)
9. Schlüsselqualifikationen   (24 Hauptmerkmale, z. B. Antrieb, Auffassung, Kontaktfähigkeit, Konzentration, Teamarbeit)

## Die Profilerstellung
Zur Beurteilung der Anforderungen eines Arbeitsplatzes (Anforderungsprofil) bzw. der Fähigkeiten eines Menschen (Fähigkeitsprofil) werden unterschiedliche Informationen hinzugezogen.
Die Erstellung von Anforderungsprofilen kann beispielsweise auf folgenden Informationsquellen basieren:
- Arbeitsplatzbeschreibungen,
- Beobachtungen und Messungen am Arbeitsplatz sowie
- Befragungen von Arbeitnehmern, Vorgesetzten und Kollegen.

Zur Erstellung von Fähigkeitsprofilen hinzugezogen werden oftmals
- Informationen aus der ärztlichen Untersuchung,
- Selbstauskünfte des Arbeitnehmers (z. B. PACT),
- FCE-Verfahren (z. B. ELA) sowie
- Arbeitsproben und psychologische Tests.

## Geschichte von IMBA
- 1986 wurde IMBA im Rahmen eines vom Bundesministerium für Arbeit und Sozialordnung geförderten Projekts von einem interdisziplinären Team entwickelt. Das Team bestand aus der Ertomis-Stiftung, der Universität Essen sowie der Universität GH Siegen.
- 1997 erschien das erste Handbuch zu IMBA und die erste Software IMBA 97
- 2001 erfolgte die zweite softwaretechnische Umsetzung von IMBA – IMBA-Software 2000
- 2003 wurde die Software überarbeitet und erschien als IMBA-Software 2003
- 2007 erfolgte eine grundlegende Überarbeitung der Software, weswegen die Software unter dem Namen MARIE (Matching Abilities and Requirements to Increase Evidence) fortgeführt wurde.